# ترانه یک دریانورد
ترانهٔ یک دریانورد (فرانسوی: Le chant du marin‎) یک فیلم کمدی فرانسوی به کارگردانی کارمینه گالونه است که در سال ۱۹۳۲ منتشرش شد. از بازیگران آن می‌توان به فرناندل، اورسته بیلانچیا، جیم ژرالد و آلبر پرژان اشاره کرد.